# Marathon van Osaka 2003
De marathon van Osaka 2003 werd gelopen op zondag 26 januari 2003. Het was de 22e editie van de marathon van Osaka. Alleen vrouwelijke elitelopers mochten aan de wedstrijd deelnemen. De Japanse Mizuki Noguchi kwam als eerste over de streep in 2:21.18.

## Uitslagen
| rang   | naam              | land | tijd    |
| ------ | ----------------- | ---- | ------- |
| Goud   | Mizuki Noguchi    | JPN  | 2:21.18 |
| Zilver | Masako Chiba      | JPN  | 2:21.45 |
| Brons  | Naoko Sakamoto    | JPN  | 2:21.51 |
| 4      | Lornah Kiplagat   | KEN  | 2:22.22 |
| 5      | Mari Ozaki        | JPN  | 2:23.30 |
| 6      | Luminita Talpos   | ROU  | 2:27.32 |
| 7      | Megumi Oshima     | JPN  | 2:29.57 |
| 8      | Aki Fujikawa      | JPN  | 2:30.13 |
| 9      | Viktoriya Klimina | RUS  | 2:31.56 |
| 10     | Mai Tagami        | JPN  | 2:34.36 |
| 11     | Taeko Terauchi    | JPN  | 2:34.37 |
| 12     | Ai Ichimaru       | JPN  | 2:37.07 |
| 13     | Min Liu           | CHN  | 2:39.18 |
| 14     | Saori Kawai       | JPN  | 2:39.38 |
| 15     | Chisato Kataoka   | JPN  | 2:40.10 |
| 16     | Fumi Murata       | JPN  | 2:40.12 |
| 17     | Chiemi Koana      | JPN  | 2:40.46 |
| 18     | Emi Saegusa       | JPN  | 2:43.26 |
| 19     | Ikuyo Goto        | JPN  | 2:44.15 |
| 20     | Norimi Sakurai    | JPN  | 2:44.26 |
| 21     | Hiroko Shiozuka   | JPN  | 2:44.38 |
| 22     | Junko Maeda       | JPN  | 2:46.48 |
| 23     | Yoko Ota          | JPN  | 2:47.49 |
| 24     | Reiko Funabiki    | JPN  | 2:48.13 |
| 25     | Kayo Takahashi    | JPN  | 2:48.30 |

1982 ·
1983 ·
1984 ·
1985 ·
1986 ·
1987 ·
1988 ·
1989 ·
1990 ·
1991 ·
1992 ·
1993 ·
1994 ·
1995 ·
1996 ·
1997 ·
1998 ·
1999 ·
2000 ·
2001 ·
2002 ·
2003 ·
2004 ·
2005 ·
2006 ·
2007 ·
2008 ·
2009 ·
2010 ·
2011 · 
2012 ·
2013 ·
2014 ·
2015 ·
2016 ·
2017